# 안데르센날여우박쥐
안데르센날여우박쥐(Pteropus intermedius)는 큰박쥐과에 속하는 박쥐의 일종이다. 버마 남부와 태국 서부에서 발견된다. 음식과 해충으로써 사냥을 하는 데도 불구하고 어떤 영향을 주는 지 알려져 있지 않다. 도시 지역의 크고 잘 자리잡은 나무에 매달려 생활하는 것이 관찰되며 야생과 재배되는 과일을 먹기 위해 수 킬로미터를 비행한다. 통용명은 안데르센(Knud Christian Andersen)의 이름에서 유래했다. 1970년 태국에서 마지막으로 기록되었고, 아직 미얀마에 생명력을 가진 작은 개체군이 있는 것으로 추정하고 있다.